# Кузнецово (Еткульский район)
Кузнецово — деревня в Еткульском районе Челябинской области России. Входит в состав Каратабанского сельского поселения.

## География
Деревня находится на востоке Челябинской области, в лесостепной зоне, на берегу озера Никитино (Безымянное), на расстоянии примерно 15 километров (по прямой) к юго-востоку от села Еткуль, административного центра района. Абсолютная высота — 210 метров над уровнем моря.

## Население
| 2002 | 2010 |
| ---- | ---- |
| 69   | ↗93  |

Гендерный состав
По данным Всероссийской переписи населения 2010 года в гендерной структуре населения мужчины составляли 49,5 %, женщины — соответственно 50,5 %.
Национальный состав
Согласно результатам переписи 2002 года, в национальной структуре населения русские составляли 93 %.

## Улицы
Уличная сеть деревни состоит из трёх улиц.